# Pedro González (Panamá)
Pedro González es un corregimiento del distrito de Balboa en la provincia de Panamá, República de Panamá. La localidad tiene 263 habitantes (2010).